# The Lord of the Rings Online: Mines of Moria
The Lord of the Rings Online: Mines of Moria (Tradução: Minas de Moria) é o primeiro pacote de expansão para o MMORPG The Lord of the Rings Online: Shadows of Angmar, lançado em 18 de novembro de 2008. O jogo tem múltiplas reviews.
O enredo é definido em Moria, um enorme complexo subterrâneo no noroeste da Terra-média. Para além de que, a expansão também adiciona a região Lothlórien. O limite máximo do nível dos personagens foi aumentado para o nível 60, e a expansão (também chamada "Volume II") estende o enredo épico de mais seis livros, e acrescenta duas novas classes, o Rune-keeper e o Warden. Outros novos recursos incluem IA com ambiente consciente, iluminação dinâmica e um novo sistema de aprimoramento de arma.